# 洛西諾-彼得羅夫斯基
洛西諾-彼得羅夫斯基（俄语：Лоси́но-Петро́вский）是俄羅斯莫斯科州東部的一個城市。位於莫斯科東北52公里克利亞濟馬河畔。2002年人口22,324人。
1708年在一個由彼得大帝建立的駝鹿皮加工場附近建立，時稱（是駝鹿的意思）。1951年建市。